# Municipio de Dry Creek (condado de Maries)
El municipio de Dry Creek (en inglés: Dry Creek Township) es un municipio ubicado en el condado de Maries en el estado estadounidense de Misuri. En el año 2010 tenía una población de 631 habitantes y una densidad poblacional de 4,38 personas por km².

## Geografía
El municipio de Dry Creek se encuentra ubicado en las coordenadas 38°3′25″N 92°0′1″O / 38.05694, -92.00028. Según la Oficina del Censo de los Estados Unidos, el municipio tiene una superficie total de 144.13 km², de la cual 143,11 km² corresponden a tierra firme y (0,71 %) 1,02 km² es agua.

## Demografía
Según el censo de 2010, había 631 personas residiendo en el municipio de Dry Creek. La densidad de población era de 4,38 hab./km². De los 631 habitantes, el municipio de Dry Creek estaba compuesto por el 98,26 % blancos, el 0,32 % eran amerindios y el 1,43 % eran de una mezcla de razas. Del total de la población el 1,74 % eran hispanos o latinos de cualquier raza.